# Jewel Kʼawiil
Jewel Kʼawiil (tại vị trong năm 849) là một nhà vua Maya ở thành phố Tikal.  Ông được trị vì vào khoảng năm 849.